# Helga Haase
Helga Haase-Obschernitzki (Danzica, 9 giugno 1934 – Berlino, 16 giugno 1989) è stata una pattinatrice di velocità su ghiaccio tedesca.

## Palmarès

### Olimpiadi invernali
- Oro a Squaw Valley 1960 nei 500 metri.
- Argento a Squaw Valley 1960 nei 1000 metri.